# Can Clarisvalls
Can Clarisvalls o Claresvalls és una masia d'Alella (Maresme) catalogada com a bé cultural d'interès local.

## Història
El 1292 hi havia constància d'una gran finca anomenada La Torra, que abastava des de l'antic Camí del Mig (actualment avinguda de Ferran Fabra) fins on el torrent de Rials desemboca a la riera. A mitjan segle xv, era propietat de Guillem Pujades, fill de Can Pujades de Munt (actualment Cal Doctor). Fou funcionari reial a Sicília, i el 1469, el rei Joan II li va concedir la jurisdicció civil i criminal sobre les seves terres.
L'any 1648, Tomàs Llucià va vendre la finca al seu cunyat Lluís Claresvalls, de qui va pendre el nom. Potser a causa del mal estat de l'antiga casa, va bastir una nova masia, que va anomenar-se Can Clarisvalls i que s'ha mantingut fins ara. El 1700, el seu fill Joan va vendre la finca al barceloní Esteve Guàrdia, que la va deixar al seu fill Ignasi. Aquest la va parcel·lar, reservant-se l'edifici principal i les feixes i va vendre la resta: les terres que envolten la gran bassa de tramuntana van ser adquirides per Antoni Fontanils i Raspall, mentre que les vinyes del sud van ser comprades per Carles Torrents i Miralda.

## Descripció
Masia de planta rectangular i coberta amb teulada de dues vessants i el carener paral·lel a la façana. Consta de planta baixa i un pis, i presenta un petit annex lateral i un altre de posterior. Cal destacar la seva portalada d'arc de mig punt dovellat, i les set finestres, totes elles amb les llindes, els llindars i els brancals de pedra. La porta no marca l'eix de simetria del conjunt.